# پنج رهایی
پنج رهایی یا پنج آزادی ، پنج جنبه از رفاه حیوانات را معرفی می‌کند. این مفهوم نوین در جریان اتفاقاتی توسط دولت انگلستان در سال ۱۹۶۵ در مورد دامپروری توسعه یافت و در بیانیه مطبوعاتی سال ۱۹۷۹ توسط شورای رفاه حیوانات مزرعه انگلستان رسمیت پیدا کرد. پنج رهایی به سرعت در سطح بین‌المللی پذیرفته شد و توسط گروه‌های حرفه ای از جمله دامپزشکان، و سازمان‌هایی از جمله سازمان جهانی بهداشت حیوانات، انجمن سلطنتی برای جلوگیری از ظلم به حیوانات، و انجمن آمریکایی برای پیشگیری از ظلم به حیوانات، تأیید شده‌اند..

## تعریف پنج رهایی
پنج رهایی که در حال حاضر عنوان می‌شوند عبارتند از:
1. رهایی از گرسنگی یا تشنگی با دسترسی آماده به آب شیرین و رژیم غذایی برای حفظ سلامتی و قدرت کامل
2. رهایی از ناراحتی با فراهم کردن یک محیط مناسب شامل سرپناه و محل استراحت راحت
3. رهایی از درد، آسیب یا بیماری با پیشگیری یا تشخیص و درمان سریع
4. آزادی بیان (بیشترین) رفتار عادی با فراهم کردن فضای کافی، امکانات مناسب و همراهی با نوع خود حیوان
5. رهایی از ترس و پریشانی با تضمین شرایط و درمان که از رنج روانی جلوگیری می‌کند

## تاریخچه
در سال ۱۹۶۵، به درخواست دولت بریتانیا تحقیقاتی به رهبری پروفسور راجر برامبل در مورد رفاه حیواناتی که به شیوه صنعتی و به صورت فشرده پرورش می‌یابند، برنامه‌ریزی شد. تحقیقات مذکور، متأثر از نگرانی‌های مطرح شده در کتاب روث هریسون، ماشین‌های حیوانی در سال ۱۹۶۴، آغاز شد. در گزارش برامبل آمده است: «یک حیوان حداقل باید آزادی حرکت کافی داشته باشد تا بتواند بدون مشکل بگردد، خود را تیمار کند، بلند شود، دراز بکشد و اندام خود را بکشد و دراز کند». این توصیه کوتاه به پنج آزادی برامبل معروف شد. پنج رهایی‌بخش مهمی از قوانین رفاه حیوانات است که در اغلب کشورها به آن توجه می‌شود. کنترل پنج رهایی، محورهای اصلی ارزیابی است که کارشناسان رفاه حیوانات هنگام مراجعه به ساختارهای مرتبط با حیوانات یا منازل بررسی می‌کنند.
بر اساس گزارش تیم مطالعات برامبل، کمیته مشورتی رفاه حیوانات مزرعه برای نظارت بر بخش تولید دام در انگلستان، ایجاد شد. در ژوئیه ۱۹۷۹، شورای رفاه حیوانات مزرعه جایگزین آن شد و در پایان آن سال، این پنج آزادی در قالب فهرست قابل تشخیص تدوین شد.
پنج رهایی برای رفاه یک حیوان ضروری تشخیص داده شد.
برخی از کشورها مانند نیوزلند پیشنهاد کرده‌اند که از آزادی‌های پنج‌گانه به «پنج حوزه یا دامنه» فراتر بروند تا تمرکز بر سلامت روان حیوانات نیز در این پنج حوزه قرار گیرد. این تغییر در سال ۲۰۱۵ و پس از تبدیل شدن نیوزیلند به پنجمین کشوری که به‌طور قانونی احساسات حیوانات را به رسمیت شناخت، ایجاد شد. از سال ۲۰۲۱، احساسات حیوانات در شیلی، کلمبیا، پرو، تانزانیا، بریتانیا و همه کشورهای اتحادیه اروپا نیز رسمیت یافت.
شرکت‌ها و کشورهایی که از پنج رهایی پیروی می‌کنند، اغلب از استانداردهای رفاه حیوانات خود به عنوان یک مزیت رقابتی استفاده می‌کنند. طرح برچسب زدن مواد غذایی تضمین شده RSPCA (که قبلاً آزادی غذایی نامیده می‌شد) در بریتانیا بر اساس پنج آزادی است. صادرکنندگان عمده نیوزلند مانند سیلور فرن فارم Silver Fern Farms و زیوی پتس Ziwi Pets پایبندی خود را به پنج آزادی در بازاریابی خود برجسته می‌کنند.